# 대한민국 국가인권위원회

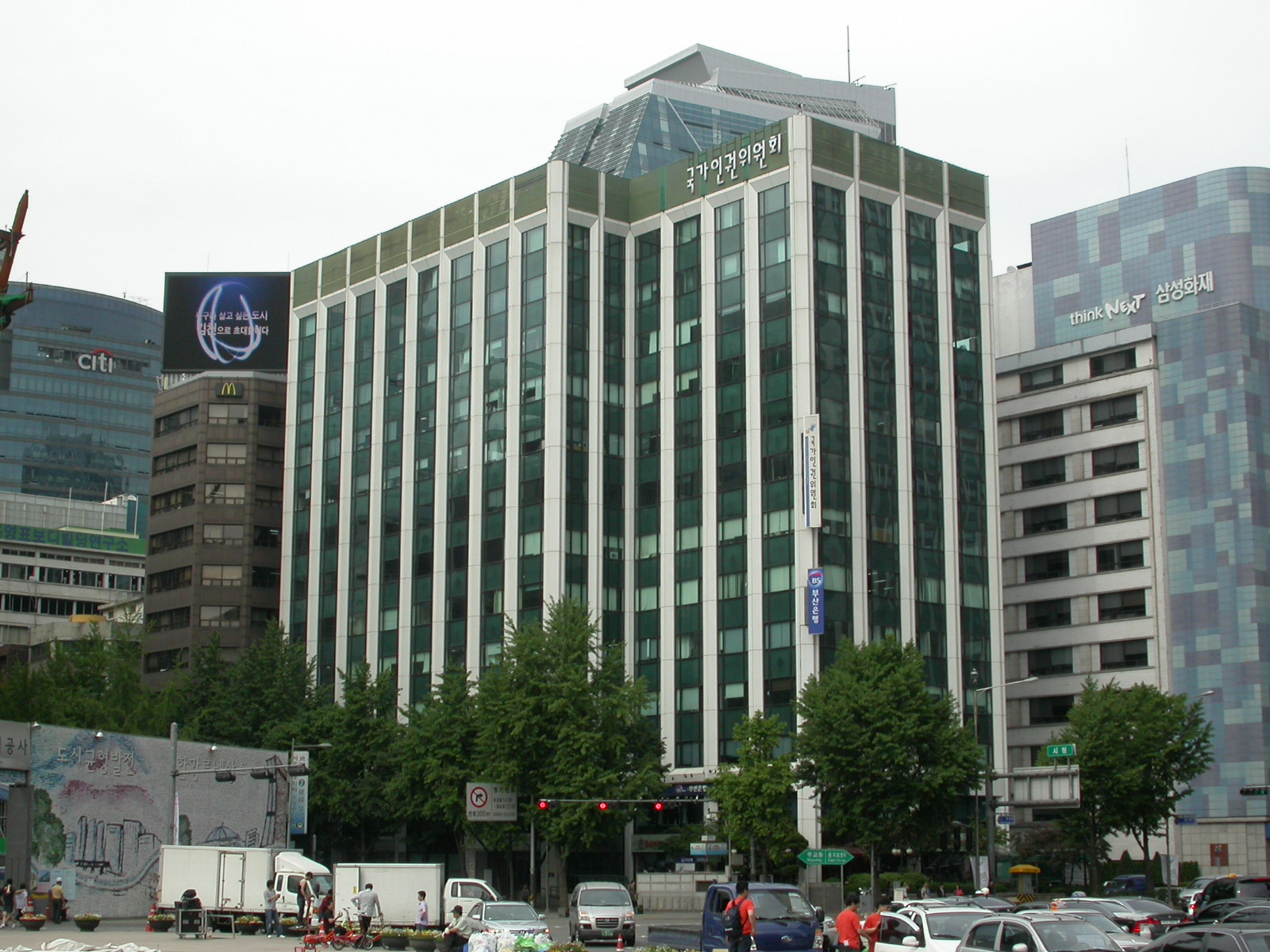
옛 국가인권위원회 청사(현재는 BNK금융그룹 서울지점)

국가인권위원회(國家人權委員會)는 인권의 보호와 향상을 목적으로 하는 대한민국의 합의제 행정기관으로서 행정부에 속한 중앙행정기관이면서도 국무총리가 통할하는 행정각부에는 속하지 않는 독립기관에 해당한다. 위원장은 장관급 정무직공무원으로, 사무총장은 고위공무원단 가등급에 속하는 일반직공무원으로 보한다.

## 소관 사무
- 인권에 관한 법령(입법과정 중에 있는 법령안을 포함한다)·제도·정책·관행의 조사와 연구 및 그 개선이 필요한 사항에 관한 권고 또는 의견의 표명
- 인권침해행위에 대한 조사와 구제
- 차별행위에 대한 조사와 구제
- 인권상황에 대한 실태 조사
- 인권에 관한 교육 및 홍보
- 인권침해의 유형, 판단 기준 및 그 예방 조치 등에 관한 지침의 제시 및 권고
- 국제인권조약 가입 및 그 조약의 이행에 관한 연구와 권고 또는 의견의 표명
- 인권의 옹호와 신장을 위하여 활동하는 단체 및 개인과의 협력
- 인권과 관련된 국제기구 및 외국 인권기구와의 교류·협력
- 그 밖에 인권의 보장과 향상을 위하여 필요하다고 인정하는 사항

## 역사

### 설립 과정
국가인권위원회는 국제사회의 국가인권기구 설립에 대한 관심을 토대로 민주화와 인권개선을 위한 국민들의 오랜 열망, 수년에 걸친 인권시민단체의 노력, 그리고 정부의 의지가 함께 어우러져 출범했다.
국가인권기구에 대한 논의는 유엔에서 시작되었다. 유엔은 1946년 경제사회이사회 두 번째 회기에서 국제인권법의 국내적 실현을 촉진하기 위해 각국에 특별한 인권기구(Local Human Rights Committees)의 설치를 권유했다. 이후 1978년 유엔 인권위원회는 '국가인권기구의 구조와 기능에 관한 지침'(Guidelines for the Structure and Functioning of National Institutions)의 제정을 통해 국가인권기구의 조직에 관한 기본적인 방향을 제시했다. 이러한 유엔의 노력에 힘입어 1970년대와 1980년대를 거치면서 국가인권기구를 설립하는 나라들이 점차 늘어났다. 특히 1980년대 이후 권위주의 체제를 벗어나 민주화의 길에 접어든 국가들이 국가인권기구를 도입하기 시작하면서 그 수가 급격히 늘어나게 되었다. 국가인권기구 설립에 대한 세계사적 흐름은 1991년 파리에서 열린 제1차 국가인권기구 국제워크숍에서 일명 '파리원칙'(Paris Principles)으로 알려진 '국가인권기구의 지위에 관한 원칙'(Principles relating to the Status of National Institutions)이 제정되면서 새로운 전기를 맞게 된다. 이 원칙은 1992년 유엔 인권위원회를 거쳐 1993년 유엔 총회에서 채택됨으로써 국가인권기구의 지위와 책임을 규정하는 대표적인 준칙이 되었다. 파리원칙은 국가인권기구의 권한과 책임, 구성과 독립성 및 다원성의 보장, 운영 방식, 준사법적 권한을 가진 국가인권기구의 지위에 관한 추가원칙 등에 걸쳐 국가인권기구의 기본적 요건들을 구체적으로 열거함으로써 국가인권기구 설립의 준거틀을 각 나라에 제시하고 있다.
국내에서는 사회 각계각층의 이해관계에 의해 설치 과정에서부터 사무처 설치까지의 과정이 순탄치 않았다. 대한민국에서 국가인권기구 설치에 관한 논의는 1993년 6월 10일 비엔나에서 열린 세계인권대회에 민간단체 공동대책위원회가 참가하여 대한민국 정부에 국가인권기구 설치를 요청한 것을 계기로 시작되었다. 이후 민간단체들은 국내외 워크숍과 인권대회 등에서 인권기구 설립을 꾸준히 요구하였다. 국내외에서 이러한 논의 과정을 거치는 가운데 1997년 11월 김대중 대통령 후보가 인권법 제정 및 국민인권위원회 설립을 대선 공약으로 발표했다. 그 후 1998년 김대중 정부에서 국가인권위원회 설치를 골자로 한 계획을 발표하였고 법무부가 관련 법안을 제출하였다. 하지만 국제사면위원회와 같은 시민단체에서 법무부 소관 기구 설치 반대를 지속적으로 주장하여 2001년 5월 24일 독립된 위원회로서의 지위를 가지는 국가인권위원회법이 제정되었고 그해 11월 25일 정식 출범하였다. 다만 사무처 정원과 예산에 따른 행정자치부와의 갈등이 있어 이를 조율해 나가는 과정이 길어져 결국 국가인권위원회 사무처는 2002년 4월 1일 발족하였다.

### 연혁
- 2001년 11월 25일: 국가인권위원회 설치.[5]
- 2015년 10월 5일: 서울시 저동으로 청사 이전.[6]

## 조직
위원장 1명과 상임위원 3명을 포함한 11명의 위원으로 구성하며 이때 위원장과 상임위원은 정무직으로 한다. 위원은 인권 문제에 관하여 전문적인 지식과 경험이 있는 사람 중에서 대통령이 임명하되, 국회가 4명을 선출하고 대통령과 대법원장이 각각 3명씩 지명한다. 위원의 임기는 3년이며 한 차례 연임이 가능하다.
위원회는 업무의 일부를 수행하게 하기 위해 상임위원회와 소위원회를 둘 수 있고 심의 사항을 연구·검토하기 위해 상임위원회와 소위원회에 분야별 전문위원회를 둘 수 있다. 상임위원회는 위원장과 상임위원으로 구성하고 소위원회는 3명 이상 5명 이하의 위원으로 구성한다.
회의는 재적위원 과반수의 찬성으로 의결하며 상임위원회와 소위원회는 3명 이상의 출석과 3명 이상의 찬성으로 의결한다. 업무 수행에 필요한 사항을 자문하기 위해 자문기구를 둘 수 있으며 위원회의 사무를 처리하기 위해 사무처를 둔다.
| 국                     | 심의관실               | 담당관실·과                                                    |
| 사무총장 산하 하부조직 | 사무총장 산하 하부조직 | 사무총장 산하 하부조직                                         |
| ---------------------- | ---------------------- | -------------------------------------------------------------- |
| 기획조정관실           | 기획조정관실           | 기획재정담당관실ㆍ행정법무담당관실ㆍ정보화관리팀               |
|                        |                        | 운영지원과ㆍ인권상담조정센터                                   |
| 정책교육국             | 정책교육국             | 인권정책과ㆍ사회인권과ㆍ국제인권과                             |
|                        | 교육협력심의관실       | 인권교육기획과ㆍ인권교육운영과ㆍ홍보협력과                     |
| 침해조사국             | 침해조사국             | 조사총괄과ㆍ인권침해조사과ㆍ아동청소년인권과ㆍ기획조사팀       |
| 차별시정국             | 차별시정국             | 차별시정총괄과ㆍ장애차별조사1과ㆍ장애차별조사2과ㆍ성차별시정과 |
| 군인권보호국           | 군인권보호국           | 군인권보호총괄과ㆍ군인권조사과ㆍ군인권협력지원과               |

### 소속기관
- 위원장의 관장 사무를 지원하는 기관
  - 인권사무소

### 소속 자문위원회
| 위원회명             | 주관부처       | 설치근거                                         | 비고 |
| -------------------- | -------------- | ------------------------------------------------ | ---- |
| 침해구제제1위원회    | 국가인권위원회 | 국가인권위원회법 제12조                          |      |
| 침해구제제2위원회    | 국가인권위원회 | 국가인권위원회법 제12조                          |      |
| 차별시정위원회       | 국가인권위원회 | 국가인권위원회법 제12조                          |      |
| 장애인차별시정위원회 | 국가인권위원회 | 장애인차별금지 및 권리구제 등에 관한 법률 제40조 |      |

## 정원
국가인권위원회에 두는 공무원의 정원은 다음과 같다.
| 총계          | 총계              | 206명 |
| ------------- | ----------------- | ----- |
| 정무직 계     | 정무직 계         | 4명   |
|               | 위원장            | 1명   |
|               | 상임위원          | 3명   |
|               |                   |       |
| 일반직 계     | 일반직 계         | 201명 |
|               | 고위공무원단      | 7명   |
|               | 3급 이하 5급 이상 | 90명  |
|               | 6급 이하          | 104명 |
|               |                   |       |
| 경찰공무원 계 | 경찰공무원 계     | 1명   |
|               | 경감              | 1명   |

## 재정
총수입·총지출 기준 2023년 재정 규모는 다음과 같다.
| 구분     | 세입예산   | 작년 대비 증감 |
| -------- | ---------- | -------------- |
| 일반회계 | 2,700만 원 | +125%          |
|          |            |                |
| 합계     | 2,700만 원 | +125%          |

| 구분     | 구분     | 세출예산         | 작년 대비 증감 |
| -------- | -------- | ---------------- | -------------- |
| 일반회계 | 일반행정 | 410억 1,300만 원 | +4.26%         |
|          |          |                  |                |
| 합계     | 합계     | 410억 1,300만 원 | +4.26%         |

## 영화 제작
| 개봉 | 영화          | 감독                   | 비고                    |
| ---- | ------------- | ---------------------- | ----------------------- |
| 2016 | 《4등》       | 정지우                 | 정지우 필름과 공동 제작 |
| 2016 | 《시선 사이》 | 최익환, 신연식, 이광국 | 옴니버스 영화           |
| 2019 | 《메기》      | 이옥섭                 | 2X9HD와 공동 제작       |

## 논란

### 위원회 조직 축소
2009년 3월 25일 행정조직에 관한 사무를 관장하는 행정안전부는 차관회의에 국가인권위원회의 조직을 축소하는 안을 논의하였다. 이는 인권위 정원을 44명(21.2%) 줄이고, 5본부를 2국으로 축소하는 것으로 20일 인권위에 통보한 뒤 차관회의와 31일 국무회의를 거쳐 정식 의결할 예정이었다. 행안부는 이명박 정부가 출범한 2008년 4월부터 정부조직 개편을 시작하였고, 이후 2차 조직개편이 진행되는 상황에서 다른 정부위원회와의 형평성을 감안하여 착수한 것이었다. 하지만 감축 비율을 49.9%나 내놓으면서도 감축 근거는 제시하지 않았는데 이를 두고 2008년 광우병 파동 촛불시위에 대한 인권위의 의견 표명을 청와대가 불쾌하게 여겼다는 후문이 있었다. 감사원도 인권위의 조직 운영이 비효율적이라는 지적을 하였으나 정원 감축에 대해서는 별다른 말이 없었다. 한편, 탄 스리 아부 타립 오트만 아태국가인권기구포럼 의장은 "정부기관들의 효율적 행정을 고려할 필요가 있다는 것을 인정한다"라며 "그러나 인권위의 감축 수준이 다른 정부기관들의 감축 수준을 훨씬 능가하는 것은 우려스럽다"라는 공식 서한을 한국 정부에 보내기도 했다.

## 같이 보기
- 국가인권위원회 위원장
- 국가인권위원회 상임위원
- 국가인권위원회 사무총장
- 대한민국 10대 차별시정
- 대한민국 인권상
- 인권도서관
- 독립기관

### 내용주
1. ↑  2024년 2월 29일까지 존속하는 한시조직.
2. 1 2 3 4  개방형 직위.
3. ↑  2025년 3월 30일까지 존속하는 한시조직.
4. ↑  한시정원 1명 포함

### 참조주
1. 1 2  「국가인권위원회와 그 소속기관 직제」 별표 2·별표 6
2. 1 2  기획재정부. “열린재정 > 재정연구분석 > 재정분석통계 > 예산편성현황(총수입)”. 《열린재정》. 2023년 2월 28일에 확인함.
3. 1 2  기획재정부. “열린재정 > 재정연구분석 > 재정분석통계 > 세목 예산편성현황(총지출)”. 《열린재정》. 2023년 2월 28일에 확인함.
4. ↑  "… 청구인(국가인권위원회)은 중앙행정기관에 해당하고 …" “헌법재판소 2010. 10. 28. 선고 2009헌라6 결정, 법제처 국가법령정보센터”.
5. ↑  법률 제6481호
6. ↑  김동규 (2015년 9월 21일). “인권위, 내달 5일 중구 '나라키움저동빌딩'에 새둥지”. 《연합뉴스》 (서울). 2017년 8월 19일에 확인함.
7. ↑  “[사설] 국가인권위원회 조직 축소안, 철회돼야”. 《한겨레》. 2009년 3월 25일. 2017년 8월 19일에 확인함.
8. ↑  강주리 (2009년 3월 31일). “[인권위 조직 축소] 행안부 왜 강행했나”. 《서울신문》. 2017년 8월 19일에 확인함.
9. ↑  배민욱 (2009년 3월 25일). “아태국가인권기구포럼, 인권위 조직축소 우려표명”. 《뉴시스》 (서울). 2017년 8월 19일에 확인함.